# 모리타 고헤이
모리타 고헤이(일본어: 盛田 剛平, 1976년 7월 13일 ~ )는 일본의 전 축구 선수이다.

## 구단 경력
그는 1999년부터 2017년까지 J리그의 우라와 레즈, 세레소 오사카, 가와사키 프론탈레, 오미야 아르디자, 산프레체 히로시마, 방포레 고후, 더스파구사쓰 군마에서 활동하였다.